# Bergviksäpple
Bergviksäpple är en äppelsort som utsetts till landskapsäpple för Hälsingland. Skördas i september och blir ätmoget i november. Håller till februari eller längre. I Sverige odlas Bergviksäpple gynnsammast i zon I–IV.